# Ilieni (gmina)
Ilieni – gmina w Rumunii, w okręgu Covasna. Obejmuje miejscowości Dobolii de Jos, Ilieni i Sâncraiu. W 2011 roku liczyła 2036 mieszkańców.